# She Shui
She Shui är ett vattendrag i Kina. Det ligger i provinsen Hubei, i den centrala delen av landet, omkring 35 kilometer norr om provinshuvudstaden Wuhan.
Genomsnittlig årsnederbörd är 1 631 millimeter. Den regnigaste månaden är juli, med i genomsnitt 255 mm nederbörd, och den torraste är december, med 20 mm nederbörd.